# فاروق القيسي
فاروق القيسي ، مخرج سينمائي وتلفزيوني عراقي ومخطط لإنتاج البرامج السينمائية والتلفزيونية ومستشار فني ودرامي. من أشهر أعماله البرنامج التعليمي إفتح يا سمسم (برنامج).

## التعليم
دبلوم عالي في الاخراج السينمائي من المعهد العالي للسينما في القاهرة بدرجة ممتاز وبترتيب «الأول» على دفعة المتخرجين عام 1965.

### أهم الأعمال الفنية
- إخراج 390 حلقة من مسلسل افتح يا سمسم (برنامج) كمخرج للاستوديو ومخطط لإنتاج البرنامج ومشرف عام على عدة مخرجين من دول الخليج العربي وقيادتهم وكذلك القيام بمونتاج الحلقات كلها.
- إخراج ما لايقل عن 1000 عمل سينمائي وتلفزيوني ومسرحي.
- إخراج العديد من الأفلام السينمائية والمسلاسلات التلفزيونية والأفلام التسجيلية والسهرات التلفزيونية والمسرحيات وبرامج الأطفال والبرامج التوجيهية لمنظمات عالمية كمنظمة اليونيسيف ومنظمة الصحة العالمية في بغداد وأعمال فنية متنوعة يتجاوز عددها الألف عمل فني.

### أعمال تلفزيونية
عمل كمخرج سينمائي في عدد من الدول العربية، وشغل منصب مراقب عام للإنتاج في مؤسسة إنتاج البرامج المشترك في دول الخليج العربي منذ عام 1977 وحتى عام 1990 ، كما عمل كمخرج في الولايات المتحدة في نيويورك لثلاثة مرات ضمن التدريب على الاخراج في الاستوديو على برنامج إفتح يا سمسم بنسخته الأمريكية، وفي إيطاليا في ستوديو ميكروستامبا – روما وسويسرا في ستوديو يولي فديو (لوغانو) وفرنسا وهنغاريا ويوغوسلافيا وكوريا الجنوبية واليابان.
كما أنه له أعمال تندرج في سياق (إخراج وتصنيع أفلام الكارتون ودوبلاج أفلام الرسوم المتحركة).

## الجوائز
- حائز على الجائزة الذهبية كأحسن مخرج عربي في مهرجان القاهرة التلفزيوني عام 2000 لمسلسل «عالم الست وهيبة» الذي عرض ولعدة مرات في العديد من الفضائيات العراقية والعربية.
- حائز على جائزة في مهرجان فلسطين للأفلام السينمائية في بغداد عام 1972 لفيلم (لا.... نعم).
- حائز على ميدالية العلم ومن قبل الرئيس الراحل جمال عبد الناصر عام 1966 لتخرجي بدرجة ممتاز وبمرتبة الشرف الأولى في المعهد العالي للسينما بالقاهرة.
- حائز على جوائز لأفلام قصيرة يبلغ عددها المائتين ضمن برنامج (افتح يا سمسم)والتي صورت في العديد من البلاد العربية.
- عدة جوائز وشهادات تقديرية من دائرة السينما والمسرح في العراق.[2]

## وفاته
توفي المخرج العراقي فاروق القيسي في العاشر من فبراير 2013 عن عمر ناهز الثانية والسبعين، ورغم تقدم العمر به، فإن الراحل لم ينقطع عن عمله حيث كان حتى لحظة وفاته يتولى مهمة إخراج فيلم سينمائي يحمل عنوان «اغتيال مع وقف التنفيذ» وهو أحد الأفلام السينمائية العراقية ضمن مشروع بغداد عاصمة الثقافة العربية عام 2013 .

## انظر ايضاً
- أسامة الشيبي

### وصلات خارجية
وداعا فاروق القيسي - قناة الشرقية